# Plecopterodes melliflua
Plecopterodes melliflua är en fjärilsart som beskrevs av Holland 1897. Plecopterodes melliflua ingår i släktet Plecopterodes och familjen nattflyn. Inga underarter finns listade i Catalogue of Life.